# Národní elektronický nástroj

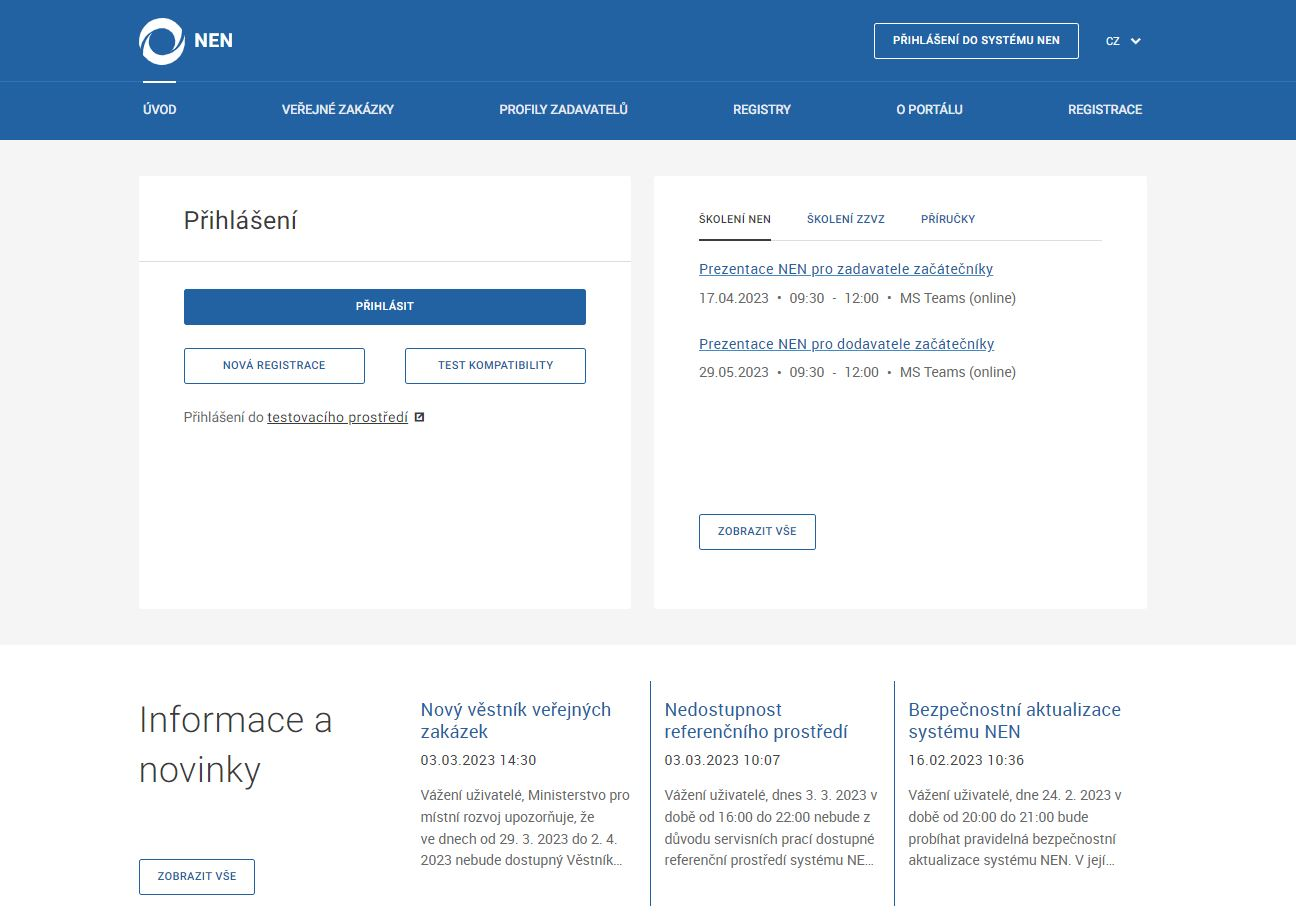

Národní elektronický nástroj (NEN) je informační systém pro zadávání veřejných zakázek. Obsahuje postupy pro všechny kategorie zadavatelů včetně sektorových a komplexní funkcionalitu pro centralizované zadávání zakázek. Cílem Ministerstva pro místní rozvoj (dále jen „MMR“) bylo zavést moderní informační a komunikační technologie do procesu zadávání veřejných zakázek a zajistit dostupnost elektronického nástroje umožňujícího komplexní podporu celého životního cyklu veřejné zakázky všem zadavatelům, nikoli pouze ústředním orgánům státní správy v souladu s cíli ministerské Strategie elektronizace zadávání veřejných zakázek pro období let 2011-2015. Díky realizaci systému NEN splnila Česká republika podmínky nových evropských zadávacích směrnic v oblasti elektronizace zadávání veřejných zakázek.

## Hlavní charakteristika
NEN zajišťuje pro zadavatele zejména:
- Podporu různých rozsahů elektronizace zadávání veřejných zakázek ve vztahu k zadávacím strategiím zadavatelů a povinnému používání elektronických nástrojů, tj. umožnění jak plně elektronických zadávacích postupů (vč. plně automatizovaných postupů podání a hodnocení nabídek), tak i kombinovaného zadávání či evidenčních funkcí.
- Možnost přizpůsobit řešení NEN ve vztahu k vnitřním předpisům a zadávací praxi zadavatelů (v rozsahu, který zásadně neprodraží cílové řešení či nezkomplikuje jeho používání).
- Možnost sdílet data prostřednictvím standardizovaných rozhraní na další moduly NIPEZ (zejména věstník veřejných zakázek a elektronickými nástroji subjektů), další systémy eGovernmentu, relevantní interní systémy zadavatelů a dodavatelů.
- Budoucí rozšiřitelnost směrem k dalším fázím eProcurementu (zejména směrem k elektronickému objednávání a fakturaci).[1]

Klíčovým záměrem MMR v souvislosti s implementací NEN je  zkvalitnit postupy zadávání veřejných zakázek v organizacích zadavatelů s cílem podpořit dodržování principů ZZVZ, a to zejména s ohledem na zvýšení transparentnosti zadávacích řízení a s tím souvisejícím omezováním prostoru pro korupci, a současně dodržováním principů 3E (hospodárnosti, efektivnosti a účelnosti). 

## Historie vzniku
Národní elektronický nástroj (dále jen „NEN“) je součástí projektu „Národní infrastruktury pro elektronické zadávání veřejných zakázek“ (dále jen „NIPEZ“), který provozuje Ministerstvo pro místní rozvoj. Projekt vznikal v období 2009 a 2010, kdy se objevuje první zmínka o NEN ve Strategii elektronizace veřejných zakázek 2011 – 2015. Projekt NIPEZ byl financován z fondů Evropské unie (IOP) pod názvem CZ.1.06/1.1.00/07.06384.
Ke dni 31. březnu 2014 byl NEN předán do vlastnictví státu do gesce Ministerstva pro místní rozvoj. Zároveň byl v tomto roce zahájen uzavřený zkušební provoz, kterého se zúčastnilo Ministerstvo pro místní rozvoj, Ministerstvo práce a sociálních věcí a Ministerstvo zemědělství. Na základě výsledků ze zkušebního provozu, při kterém došlo k odstraňování chyb v systému, se rozhodlo o spuštění NEN do rutinního provozu od 1. srpna 2015.
Provoz NEN od 1. srpna 2015 je již zajišťován řádným provozovatelem NEN, který službu provozu zajišťuje dle stanovených provozních parametrů definovaných ve smlouvě.
Nejvyšší kontrolní úřad - provedl kontrolu NEN.
Od roku 2017 je pro veřejnou sféru povinný.

## NEN a nový zákon o zadávání veřejných zakázek č. 134/2016 Sb.
MMR upravilo NEN do souladu s novým zákonem o zadávání veřejných zakázek č. 134/2016 Sb. tak, aby systém NEN k nabytí účinnosti daného zákona nebyl v rozporu se zákonem. Certifikaci systém NEN získal k datu 13. února 2017. To že od nabytí účinnosti daného zákona do získání certifikace nebyl systém NEN certifikován, není v rozporu se zákonem, neboť dle § 213 odst. 4 zákona č. 134/2016 Sb. "Zadavatel musí zajistit, aby elektronické nástroje, jejichž prostřednictvím jsou úkony při zadávání veřejných zakázek uskutečňovány, prokazatelně splňovaly požadavky stanovené tímto zákonem a prováděcími právními předpisy. Splnění požadavků na elektronické nástroje lze vždy prokázat certifikátem shody, který vydal subjekt posuzování shody akreditovaný vnitrostátním akreditačním orgánem na základě jiného právního předpisu."

## Cíle NEN
Cílem MMR bylo vytvořit a dále kontinuálně provozovat elektronický nástroj, který všem zadavatelům umožní realizaci (nejen) tzv. elektronického zadávání veřejných zakázek. Tento cíl MMR naplnilo komplexně, tj. NEN umožňuje zadávání všech typů veřejných zakázek všemi zadavateli, na něž dopadá povinnost zadávat veřejné zakázky podle ZZVZ, a rovněž se flexibilně přizpůsobuje i zadávání veřejných zakázek zadavatelů, kteří se dobrovolně rozhodnou postupovat podle pravidel ZZVZ za současného dodržení všech zákonných ustanovení, které na takové zadavatele dopadají.
NEN rovněž zajišťuje pružné zadávání veřejných zakázek všemi zadavateli v rámci jejich vnitřních předpisů a v souladu s jejich „zadávací“ praxí v mezích zákona.
Dále v NENu je možné sdílet data prostřednictvím dalších systémů eGovernmentu, relevantních interních systémů zadavatelů a dodavatelů a dále pak možnost budoucí rozšiřitelnosti systému NEN směrem k dalším fázím eProcurementu (zejména tedy směrem k elektronickému objednávání a fakturaci).

## Funkce NEN
Podíváme-li se na základní funkce NEN, pak tou výchozí je, že NEN je elektronickým nástrojem podle § 28 odst. 1 písm. i) ZZVZ, tj. NEN je programovým vybavením, které je spojeno se sítí nebo službou elektronických komunikací a umožňuje prostřednictvím této sítě nebo služby příjem
1. nabídek,
2. předběžných nabídek,
3. žádostí o účast,
4. žádosti o zařazení do systému kvalifikace podle § 166 odst. 5 ZZVZ,
5. žádostí o účast nebo návrhů v soutěži o návrh, nebo
6. aukčních hodnot v elektronické aukci,

v elektronické podobě, včetně jejich zpracování zahrnujícího digitální kompresi a uchovávání dat a pořízení záznamů o provedených úkonech, jež jsou nedílnou součástí jejich programového vybavení.
NEN rovněž ve svém základu dále plní funkci profilu zadavatele, tj. je elektronickým nástrojem, který umožňuje neomezený dálkový přístup a na kterém zadavatelem uveřejňuje informace a dokumenty ke svým veřejným zakázkám.
Ne všechny elektronické nástroje obě výše uvedené funkcionality plnily již od počátku svého fungování tak jako NEN. Toto bylo zřejmé především v říjnu 2018 při přechodu zadavatelů na plnou elektronizaci komunikace v zadávacím řízení.

## Klady a zápory
Kladným přínosem NEN je to, že je elektronickým nástrojem, který je bezplatný a garantován státem, není tzv. komerčním elektronickým nástrojem. Tudíž je zajištěn jeho kontinuální chod a nemůže se stát, že by došlo k situaci jako je ukončení provozu elektronického nástroje tzv. ze dne na den, jak se v minulosti některým provozovatelům systému elektronického nástroje podařilo. Na druhou stranu je však nutno dodat, že tato skutečnost – že NEN je elektronickým nástrojem státu, do určité míry rovněž znamená určitou nepružnost v rozvoji samotného systému, jelikož MMR jakožto veřejný zadavatel ve smyslu ZZVZ je povinen veškeré jím požadované plnění, tedy i případný rozvoj a úpravy systému NEN, realizovat výhradně jako veřejnou zakázku. Tedy jako veřejnou zakázku, která musí být zadávána v souladu s pravidly ZZVZ. Uvážíme-li v této souvislosti více než ostrý konkurenční boj v oblasti elektronických nástrojů, pak prosazení systému NEN a jeho zefektivnění, dalo MMR nemalou práci.
Další důležitou vlastností NEN, kterou je nutné zmínit, je jeho komplexnost. Na rozdíl od mnoha komerčních elektronických nástrojů NEN dává zadavatelům možnost využívat všech institutů pro elektronické zadávání veřejných zakázek, a to ať již se jedná o elementární funkcionalitu v podobě elektronického podávání nabídek nebo možnost šifrování nabídek dodavatelů, až po elektronickou aukci nebo dynamický nákupní systém.
V neposlední řadě je NEN poskytován všem zadavatelům a dodatelům zdarma. Bez ohledu na množství veřejných zakázek, které budou zadavateli v systému realizovány, anebo dobu, po kterou bude NEN zadavateli využíván. To je nesporná výhoda zejména pro zadavatele, kteří tzv. zadávají jednu „velkou“ veřejnou zakázku ročně a nechtějí hradit nemalé poplatky komerčním elektronickým nástrojům.
Mezi shora uvedené 3 zásadní výhody NEN oproti ostatním komerčním nástrojů je možné připojit i další, a to například rozsáhlou metodickou podporu Ministerstva pro místní rozvoj v podobě bezplatných školení, metodických příruček nebo hotline linky nebo dále možnost využívat NEN zkušenými zadavateli v jeho zjednodušené verzi či v plné, která je nejvíce poplatná pro začínající zadavatele.
Podíváme-li se ale na pozitiva NEN nejen ze strany zadavatele, je nespornou výhodnou NEN zvýšení transparentnosti zadávání veřejných zakázek, kdy systém NEN poskytuje informace o veřejných zakázkách na jednom místě a zdarma všem interesovaným osobám dle jejich výběru.

## Další směřování
Budoucnost NEN se bude odvíjet od jeho schopnosti pružně reagovat na změny systémů elektronického zadávání a jeho konkurenční elektronické nástroje.
MMR se v tomto směru snaží držet krok se svou konkurencí a vyjít vstříc požadavkům uživatelů systémů NEN. MMR vyslyšelo připomínky zadavatelů týkajících se pomalé odezvy systému NEN, v průběhu ledna 2020 došlo k nasazení nové verze NEN, která bude provozována v prostředí HTML5, tj. prostředí, které několikanásobně zrychlí odezvy systému NEN.
Spolu s novou verzí NEN v HTML5 došlo i k úpravě vzhledu prostředí NEN, které je podle prvních testovacích závěrů „nesrovnatelně přívětivější“ než stávající. MMR společně s nasazením nové verze pro zadavatele plánuje MMR rozsáhlou informační a školící kampaň. V oblasti školení MMR od roku 2015 zdarma proškolilo přes 6 tis. uživatelů z řad zadavatelů i dodavatelů.